# Hapoel Rehovot
L'Hapoel Rehovot è una squadra di pallamano maschile israeliana con sede a Rehovot.

È stata fondata nel 1950.

## Palmarès

### Titoli nazionali
- Campionato israeliano: 11 
  - 1963-64, 1964-65, 1967-68, 1972-73, 1974-75, 1975-76, 1976-77, 1978-79, 1981-82, 1982-83
  - 1983-84.